# Jimmy Wilde
Jimmy Wilde (* 12. Mai 1892 in Tylorstown; † 10. März 1969 in Cardiff) war ein walisischer Boxer, der auch Mighty Atom genannt wurde. Er gilt für viele Experten, z. B. das Ring Magazine, als bester Fliegengewichtler aller Zeiten.
Seine Karriere dauerte nach Aufzeichnungen von 1910 bis 1923. Es wird allerdings davon ausgegangen, dass er schon seit etwa 1907 professionell boxte. Wilde galt als sehr schlagstark, insbesondere mit der rechten Schlaghand, provozierte die Gegner aber auch oft mit tiefliegenden Händen und Finten. Zudem war er sehr beweglich auf den Füßen. 1914 wurde Wilde Europameister. Den Weltmeistertitel im Fliegengewicht gewann er 1916 gegen Young Zulu Kidd. Im letzten Kampf seiner Karriere verlor er den Titel an Pancho Villa von den Philippinen.
Die meisten der Kämpfe Wildes sind nicht offiziell erfasst. Er selbst gab später an, über 800 Kämpfe absolviert zu haben, doch dürfte dies wohl übertrieben sein. 1990 wurde er in die "International Boxing Hall of Fame" aufgenommen.